# Lim Jeong-Sook
Lim Jeong-Sook, född den 24 november 1972, är en sydkoreansk landhockeyspelare.
Hon tog OS-silver i damernas landhockeyturnering i samband med de olympiska landhockeytävlingarna 1996 i Atlanta.